# Réservoir Manicouagan
Pour les articles homonymes, voir Manicouagan.
Le réservoir Manicouagan, aussi appelé lac Manicouagan, est un cratère météoritique qui a été inondé par l'édification du barrage Daniel-Johnson sur la rivière Manicouagan. Situé dans la région administrative de la Côte-Nord, au Québec, le réservoir, d'une superficie de 2 000 kilomètres carrés et d'une profondeur moyenne de 73 mètres, est un des plus gros réservoirs du monde en volume et en profondeur. Il alimente les centrales hydroélectriques de Manic-5 et Manic 5-PA.
L'île René-Levasseur, au centre, est née lors du remplissage du réservoir. L’ensemble, île plus réservoir, est parfois appelé l’« œil du Québec ».
Le lac est géographiquement proche des villes de Baie-Comeau et de Gagnon et longé à l'est par la route 389.

## Cratère d'impact de la Manicouagan
Le cratère aurait été formé suivant l'impact d'une météorite d'environ 5 km de diamètre. Le diamètre du cratère transitoire est évalué à 85 km (le diamètre crête à crête est de 100 km), mais du fait de l'érosion et du dépôt de sédiments, sa taille apparente aujourd'hui est réduite à 72 km. Parmi les cratères d'impact reconnus scientifiquement, il s'agit actuellement du 5e plus grand répertorié sur Terre,. Comme pour le mont des Éboulements au centre de l'astroblème de Charlevoix, le mont Babel au centre du réservoir est interprété comme le vestige du pic central du cratère.
L'âge estimé de l'impact est de 214 ± 1 million d'années, donc durant le Trias. Cette date n'étant antérieure à l'extinction du Trias-Jurassique que de 12 millions d'années, les scientifiques s'interrogent encore sur le rôle de l'impact sur la crise Trias-Jurassique. Malgré ce laps de temps conséquent, la lithologie du terrain laisse penser que cet impact a eu un effet à long terme sur la crise.

### Un emblème
Le cratère Manicouagan, surnommé l'œil du Québec, est l'emblème de la Réserve mondiale de la biosphère Manicouagan-Uapishka.

### La catena Rochechouart-Manicouagan-Saint-Martin
Après avoir daté l'impact de Rochechouart-Chassenon, en France, à 214 millions d'années, Spray, Kelley et Rowley ont remarqué que d'autres impacts avaient eu lieu à la même époque que celui de la Manicouagan (aux intervalles d'erreur près) :
- cratère de la Manicouagan, Québec, Canada (214 ± 1 Ma, Ø 100 km) ;
- cratère de Rochechouart-Chassenon, France (214 ± 8 Ma, Ø 22 km) ;
- cratère du lac Saint-Martin, Manitoba, Canada (219 ± 32 Ma, Ø 40 km).

En reportant ces impacts sur une carte représentant le globe terrestre à cette époque, ils ont constaté qu'ils se trouvaient alignés sur la même paléolatitude de 22°8' dans l'hémisphère nord.
Ils pourraient avoir été formés en même temps par la chute d'un ensemble d'astéroïdes, dont les blocs seraient tombés les uns derrière les autres en formant une chaîne, ou une catena, un peu comme les fragments de la comète Shoemaker-Levy 9 sur Jupiter en juillet 1994.
En 2006, Carporzen et Gilder effectuent une comparaison de la localisation du pôle Nord géomagnétique au moment des impacts de Manicouagan et de Rochechouart. Aux intervalles d'erreur près, les deux pôles sont superposés, ce qui renforce l'hypothèse de la simultanéité de ces deux impacts.
D'autres cratères seraient peut être liés à cette catena :
- Red-Wing (en), É.-U. (200 ± 25 Ma, Ø 9 km) ;
- Obolon, Ukraine (169 ± 7 Ma, Ø 18 km) ;
- Poutchej-Katounki, Russie (167± 3 Ma, Ø 80 km) ;
- Koursk (en), Russie (250 ± 80 Ma, Ø 6 km) ;
- Wells-Creek (en), É.-U. (200 ± 100 Ma, Ø 14 km).

Toutefois, l'incertitude sur la datation des trois derniers listés permet de douter de leur participation dans la catena. L'hypothèse même de la catena Rochechouart-Manicouagan-Saint-Martin est désormais écartée par la dernière datation de l'impact de Rochechouart-Chassenon qui écarte la simultanéité des évènements.

## Images

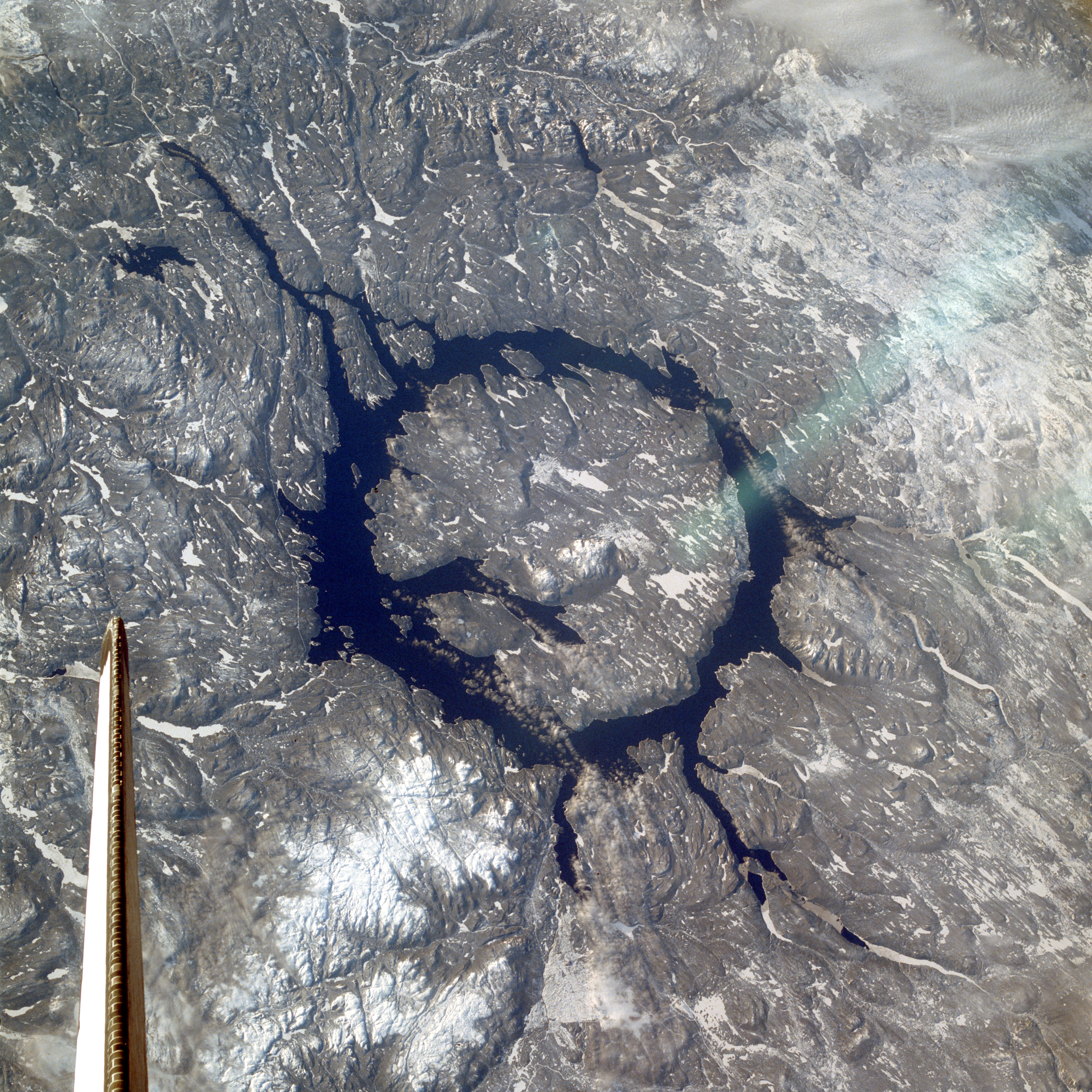
Image de la NASA.
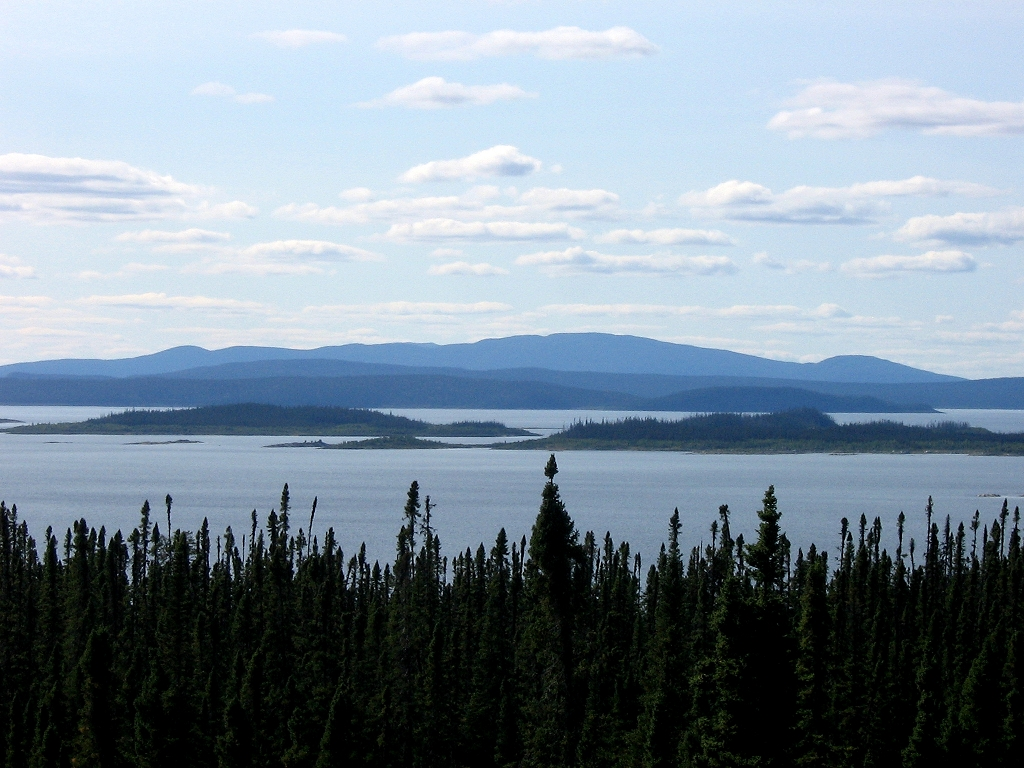
Le réservoir, vu de l'est. À l'arrière-plan, le mont Babel.